# ブラー
ブラー（Blur）は、イギリスのロックバンド。デビュー当初はキンクスやビートルズの再来と注目され、1994年のブレイク時はブリットポップムーブメントの代表格として一世を風靡した。ブーム終息以後も様々な音楽性を横断しながら独創的な活動を行っている。後進のバンドに与えた影響も大きく、1990年代からのイギリスのロックシーンを代表する存在として人気は高い。
バンドは2003年にメンバーのグレアム・コクソンの脱退と7thアルバム『シンク・タンク』リリース後活動ペースを緩め、長らく活動停止状態が続いていたが、2009年にグレアムが復帰して以降再び活動を開始し、2023年現在各々のソロ活動の合間を縫って断続的に制作・ライブ活動を行っている。

## バンドとメンバー

### メンバー
- デーモン・アルバーン（Damon Albarn、1968年3月23日 - ） - ボーカル、キーボード、ギター
- グレアム・コクソン（Graham Coxon、1969年3月12日 - ） - ギター、ボーカル、コーラス、サックス、ドラムス

2003年に脱退したが、2009年に復帰。
- アレックス・ジェームス（Alex James、1968年11月21日 - ） - ベース、ウッドベース
- デイヴ・ロウントゥリー（Dave Rowntree、1964年5月8日 - ） - ドラムス、パーカッション、サブボーカル

### 作詞作曲
デーモンの作る旋律に、グレアムのローファイでノイジーなギターと、それとは対照的なアレックスのポップなベースライン、デイヴの乾いたドラムの交わりによって曲の骨格が作られる。グレアムがコーラスで参加したり、全員で合唱をする場面もある。
デーモンが大体の曲のラフ・スケッチを作成するが、それをもとに各楽器のパートは4人でセッションをしたり議論をして曲作りがされるため、作曲者のクレジットは4人の名前で表記される。プロデュース作業はスティーヴン・ストリートとグレアムが中心となって行っていたが、『シンク・タンク』以降はデーモンがサイド・プロジェクトであるゴリラズなどの活動を通じてプロデュース能力を上達させたことに伴い、セルフ・プロデュース曲が多くなった。歌詞はほとんどの曲をデーモンが手掛ける。

## 来歴

### バンド結成と『レジャー』
1988年10月、当時ロンドン大学ゴールドスミス・カレッジに在学していたデーモンが、ロンドンで「サーカス」（Circus）という名のインディーズ・バンドを結成。コルチェスターの市役所でコンピュータ・プログラマとして働いていたデイヴも参加していたが、程なくギタリストが脱退したことに伴い、デーモンのコルチェスターの公立中学校時代からの幼馴染であり、大学の同級生でもあったグレアムが加入。グレアムの加入によってバンドは飛躍的に質を上げたという。ちなみにコルチェスター時代デイヴとバンド仲間であったグレアムが、バンドのドラマーを探していたデーモンとデイヴを引き合わせている。さらに12月、デイヴが2人のメンバーを脱退させたのを機に、同じくグレアムの大学の友人であるアレックスが加入しバンドは4人編隊となり、それと同時にバンド名をサリンジャーの小説の登場人物の名前にちなんだ「シーモア」（Seymour）に変更。1989年の夏にシーモアとして最初のライブ活動を行った。そして同年11月、エキセントリックなシーモアのライブを見たフード・レコーズのA&R、アンディ・ロスから契約のオファーを受ける。ロスはメンバーにシーモアというバンド名の改名を勧め、会社側が提示した候補の中からメンバー自身が選択し、1990年3月、バンド「ブラー」（Blur）が誕生した。
結成後すぐにザ・クランプスの前座としてイギリスをツアーして新曲を試し、10月にツアーが終わるのと同時に1stシングル「シーズ・ソー・ハイ」（全英48位）をリリースし、メジャーデビューを果たす。翌1991年4月、ザ・スミス等のプロデュースでも知られるスティーヴン・ストリートを起用して何とか体裁を整えて完成させたという2ndシングル「ゼアズ・ノー・アザー・ウェイ」が全英8位まで上昇するなどスマッシュヒットを記録すると同年8月、当時流行していたマンチェスター・サウンド、シューゲイザーなどの影響を受けた、トリッピーでサイケデリックなサウンドの1stアルバム『レジャー』をリリースし、全英7位を獲得する。イギリスの音楽雑誌セレクト誌は「ザ・スミス以来最高のグループ」と彼らを評し、他の音楽誌からも「新人類による新世代ポップ」、「ネオ・サイケの落とし子」などと評価されるなど、順調なキャリアの滑り出しを築いた。一方、この頃はまだ一部の評論家からは、流行のサウンドに乗って登場した時代のあだ花的なバンドとしか認識されていなかったが、1996年公開の映画『トレインスポッティング』のサントラに、『レジャー』に収録されている「シング」が抜擢されるなど、後年再評価も受けている。

### 『モダン・ライフ・イズ・ラビッシュ』とブリットポップ
1992年2月に初来日。川崎市や大阪でライブを行った。3月、ジーザス&メリーチェインやマイ・ブラッディ・ヴァレンタインらによる、大規模な会場を巡る「ローラーコースター・ツアー」に前座として帯同するがそれと前後して、マネージャーがバンドの資金を使い込み、ブラーの銀行口座に6万ポンドの負債があることが発覚する。破産はなんとか免れたが、救済をしてもらったTシャツ会社の意向によって、当時ニルヴァーナに端を発するグランジ旋風吹き荒れるアメリカで、4月から5月にかけて、借金返済のための1か月半ほぼ休みなしのライブ行脚を余儀なくされた。アメリカ・ツアー前後のメンバーの精神状態もアルコール依存症を患うなど最悪であり、とあるライブで酩酊状態でステージに立って最低のパフォーマンスをしてしまったバンドは、フードから解雇寸前の憂き目にもあっている（アメリカ・ツアー前後の苦い経験は後に、『13』収録の「1992」という曲にもなっている）。一方でツアー開始と同時期の3月末、それまでのトリッピーでダウナーなバンドのイメージを振り払うかのような単独シングル「ポップシーン」をリリース。全英32位とセールス的にはあまり振るわずレコード会社との関係はさらに悪化したというが、性急でパンキッシュなギターと1960年代のポップス風のサビは、新たな展開へのバンドの並々ならぬ決意の表れを示しているようであり、後の「ブリットポップ」期に続く作風の萌芽を感じさせた。
グランジブームまっただ中のアメリカで、「イギリスのポップバンド」として誰にも興味を持ってもらえない中を延々とドサ回りさせられたという苦い経験から、デーモンは反動的に「英国的なもの」にこだわるようになり、英国人としてのアイデンティティとポップイズムの確立に執念を燃やすようになった。当時イギリスでも主流になりつつあった流行のアメリカ的なグランジサウンドのアルバムを作るようレコード会社から圧力があったというが、デーモンは英国的な音楽の流行がそのうちに訪れると会社を説得して1993年5月、ビートルズやキンクス、XTCなどから続くイギリスのロックミュージックの伝統に則って作成された2ndアルバム『モダン・ライフ・イズ・ラビッシュ』のリリースにこぎつけた。レコーディング当初は、デーモンの意向に沿ってXTCのアンディ・パートリッジがプロデューサーとして起用されたが、作品の出来に納得いかなかったため作った曲はすべてお蔵入りとなり、結局「ゼアズ・ノー・アザーウェイ」をヒットさせたスティーヴン・ストリートがプロデューサーに収まった。ストリートはその後5thアルバムまでプロデュースを続け、5人目のメンバーとまで呼ばれるようになる。
独特の詩情と豊かな音楽性が遺憾なく発揮された本作は、作品としては前作以上の高い評価を獲得したが、アルバムは当時の流行には乗らなかったためセールス的には全英15位に終わった。しかし、1993年ごろからデーモンの予見どおり、英国で反動的な「愛国的音楽」のムーブメントが徐々に起きつつあり、ブラーはこのアルバムや3rdアルバム『パークライフ』によってスターダムを駆け昇っていくことになる。また、デーモンはそれまで歌詞制作にそれほど興味を持っていなかったというが、この頃から一人称で歌詞を書くことを控え、架空のキャラクターを登場させるなど三人称を主語として社会をシニカルに風刺するという、演劇的な作詞法を全面に打ち出すようになった。

### 『パークライフ』、『ザ・グレイト・エスケープ』でのブレイクとブーム終焉
翌1994年3月、先行シングル「ガールズ&ボーイズ」をリリース。リリース前よりBBCラジオ1をはじめ主要ラジオ局で大量のエアプレイを獲得し、バンドとしてシングル過去最高の全英5位を記録すると続く4月、後にブリティッシュ・ポップの金字塔と評されることになる3rdアルバム『パークライフ』をリリースした。英国ロックの伝統を踏襲したサウンドに、シニカルながらもユーモラスに英国人の日常や文化を描いたこの作品は、イギリスの時代精神を表すアルバムとして称賛され、この後の英国音楽シーンの流れを決定づけることとなる。『パークライフ』はバンド初のアルバム全英1位を獲得すると90週にもわたりチャート40位圏内に残り続け、1995年の「ブリット・アワード」でもベスト・アルバム賞他、2016年現在（アデルと並び）同賞史上最多タイとなる4部門を受賞。このアルバムによってブラーはこの時期に英国で頻出したイギリス的なポップバンドを纏めて呼んだ総称、「ブリットポップ」バンドの代表格と呼ばれるようになる。
更に翌年の1995年9月、2ndアルバムから続くブリットポップ三部作の完結編と呼ばれる『ザ・グレイト・エスケープ』をリリース。『パークライフ』がまだチャートを賑わせている中書かれたというこのアルバムは、ブリットポップ・バンドとしての自信をより深めたかのような、迷いのないギラギラとしたサウンドを響かせている。全英1位を獲得。1993年、1994年、1995年のそれぞれ11月に来日ツアーを行っているが、1995年の初の武道館公演を記念して日本限定でライブ・アルバムがリリースされた。
この時期よりマスコミから、ブラーより少し遅れてブレイクしたオアシスとの対立が煽られ、両バンドともそれに乗せられるように互いに舌戦を繰り広げるようになる。ブラーの先行シングル「カントリー・ハウス」の発売日が当初、オアシスのシングル「ロール・ウィズ・イット」の発売日（1995年8月14日）と1週間の間隔しかなかったため、ブラー側の判断で敢えてオアシスのシングルの発売日に重ねて、売り上げを競うこととなった。BBCが朝のニュースで報じるほどの騒ぎに発展したが、結局ブラーの売り上げ枚数が上回り、バンドとしてもシングル初の全英1位を獲得して騒動は決着を見た。しかし同時期のアメリカでのツアーは不盛況に終わり、また後に発売されたアルバムが、同時期に発表されたオアシスの『モーニング・グローリー』に売上面で大きく差をつけられてしまった。またメンバーのプライベートなども、マスコミによるイエロー・ジャーナリズムの恰好の餌食となった。一連の騒動にバンドは疲弊し、一時的に活動休止状態に陥る。
また、あまりにもポップになったブラーの音楽性を巡って、元来ローファイな音楽志向であったグレアムとデーモンの仲が疎遠になりつつあった。バンドが機能不全の状態に陥り解散の危機も囁かれていたが、この状況を打開するためデーモンがグレアムに長文の手紙を送り、音楽に対する考えや今後のブラーの方向性を確かめ合い、お互いの縺れた関係を修復していった。そしてこのことが、バンド復活のきっかけとなったと言われている。

### 『ブラー』と復活
1997年2月、デーモンの「ブリットポップは死んだ」の言葉とともに、バンド名を冠した5thアルバム『ブラー』をリリースし、全英1位を獲得。これまでの捻くれたポップスの路線を排し、アイデンティティであるロンドンを歌うことを止め、アメリカのオルタナティブ・ロックに接近した荒削りでローファイなサウンドを全面に押し出した。この時期デーモンはグレアムの影響でアメリカン・インディーズに傾倒し、ペイヴメントのスティーヴン・マルクマスとも友人関係にあったという。また、ギターが背景に追いやられていた感のある前作とは打って変わり、アメリカのオルタナシーンを好むグレアムの、ノイジーで独創的なギターワークがフィーチャーされたアルバムである。このアルバムはブリットポップ期からのファンの間では賛否両論があったが、それ以上に新しいファンを獲得。この1枚によりブラーは、単にムーブメントの代表格というだけではなく、アーティスティックな面でも正当に評価されるようになったと言われている。売り上げ面での鬼門であった米国でも受け入れられ、中でも収録曲の「ソング2」は世界的ヒットを記録し、ブラーの代表作の一つになった。5月には、仙台市から福岡県、東京を巡る大規模な来日ツアーを行った。

### 『13』と円熟期

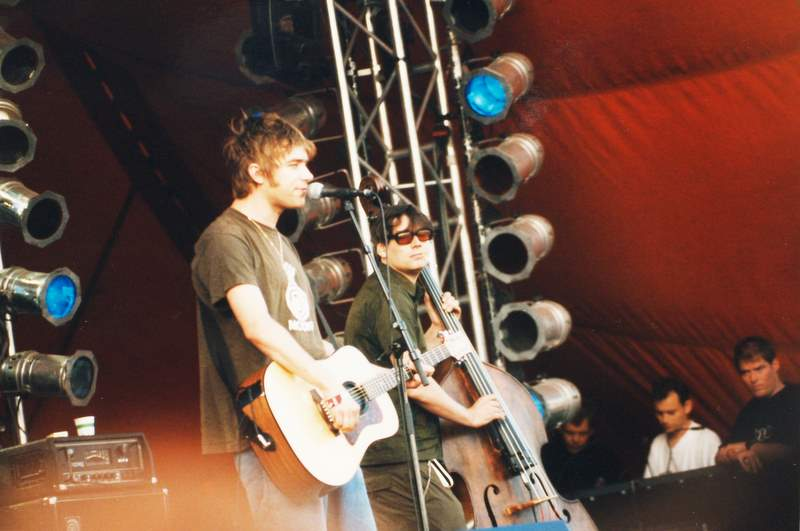
ロスキルド・フェスティバルでのデーモン（左）とアレックス（1999年7月）

1999年3月、6thアルバム『13』をリリース。長年の盟友スティーヴン・ストリートと訣別し、マドンナなどを手がけたウィリアム・オービットをプロデューサーに起用。当時デーモンが傾倒していたプログレッシブ・ロックなどからの影響が見られるノイジーな音の狂気に、バンドは更なるオルタナティブな独自性を獲得していった。全英1位を獲得。先行シングル「テンダー」ではゴスペル、ソウル音楽を取り入れて新境地を見せ、グレアムがリードボーカルを務めた「コーヒー&TV」は、牛乳パックがグレアムを捜し求めて奔走するというビデオ・クリップの愛らしさも話題となった。この頃よりグレアムが、シングルも含めCDジャケットのアートワークを担当するようになる。
7月、初の苗場スキー場での開催となった「フジロック・フェスティバル」にて2日目の大トリを務め、ブリットポップ全盛期の楽曲を多く含むベスト的なセットリストを披露。また同年8月、デビュー10周年記念の完全限定生産のシングルコレクション『ザ・10イヤーズ・リミテッド・エディション・アニバーサリー・ボックスセット』を発売すると、12月にはロンドンのウェンブリー・アリーナで、過去の全シングル曲をリリース順に演奏する「シングル・ナイト」ギグを行った。
2000年10月には、ファンの投票によって収録曲が決められた初のベスト・アルバム『ザ・ベスト・オブ』をリリース。現代美術家のジュリアン・オピーによる、メンバーの似顔絵を配したミニマルでポップなジャケットも話題となった。ベスト盤の発表に伴いリリースされたシングル曲「ミュージック・イズ・マイ・レーダー」は、アフリカ音楽に影響されたビートとローファイなギターサウンドの融合が印象的なダンス・ソングで、今後のブラーの新しい方向性が垣間見える曲となったが、上述の通りデビュー10周年を機にブラーの活動に一区切りをつけるような動きが目立つようになる。
メンバーの個人活動も盛んになり、7月の「メルトダウン・フェスティバル」出演やベスト盤のプロモーション活動を区切りとして、一時活動休止状態に入る。デーモンは、1998年に結成した覆面ヒップホップユニット・ゴリラズを本格始動させたり、アフリカのマリ共和国に飛んで現地の音楽に触れてアルバムを作成する。グレアムもソロ・アルバムを作り、アレックスやデイヴも他バンドに参加したり曲を提供するようになった。

### 『シンク・タンク』とグレアムの離脱
2001年11月、レコード会社との契約通り4人は新アルバムのレコーディングに入るものの、デーモンがノーマン・クック（ファットボーイ・スリム）をプロデューサーに起用したことに対しグレアムは不快感を示す。徐々にグレアムとデーモンの音楽性の相違が顕在化して作業は行き詰まり、グレアムがバンドとの距離を置き始めるようになる。当時グレアムはアルコール依存症も患い、精神的に不安定な状態にあったというが、一向にレコーディング・スタジオに現れないグレアムに痺れを切らしたバンドは2002年5月、マネージャーを通じてグレアムにスタジオに来ないよう通達。バンドは9月、グレアム抜きで北アフリカのモロッコ・マラケシュに飛びレコーディングを続行した。亀裂は決定的となり、10月にグレアムが正式に脱退を表明。一方2003年5月にバンドは、ノーマン・クックやベン・ヒリアーらのプロデュースによる、7thアルバム『シンク・タンク』をリリースした。モロッコでの経験から、サウンドはアフリカ音楽に加えアラブ音楽への傾倒も見せ、また同時にデーモンの反イラク戦争の活動を通じて、歌詞も政治的色彩を色濃くしていった。全英1位を獲得。ジャケットはグラフィティ・アーティストのバンクシーが手がけている。同年5月に来日。8月にも「サマーソニック」のヘッドライナーとして再来日した。元ザ・ヴァーヴのサイモン・トングがグレアムの代わりのサポートライブ・ギタリストとしてツアーに参加した。
12月、天文学に興味のあったアレックスとデイヴの提案で、イギリスの火星探査機、マーズ・エクスプレスに搭載された着陸機であるビーグル2から、ブラーの楽曲（「ビーグル2」）を火星で流すというプロジェクトに挑んだが、ビーグル2からの返答はなかった。

### リユニオン

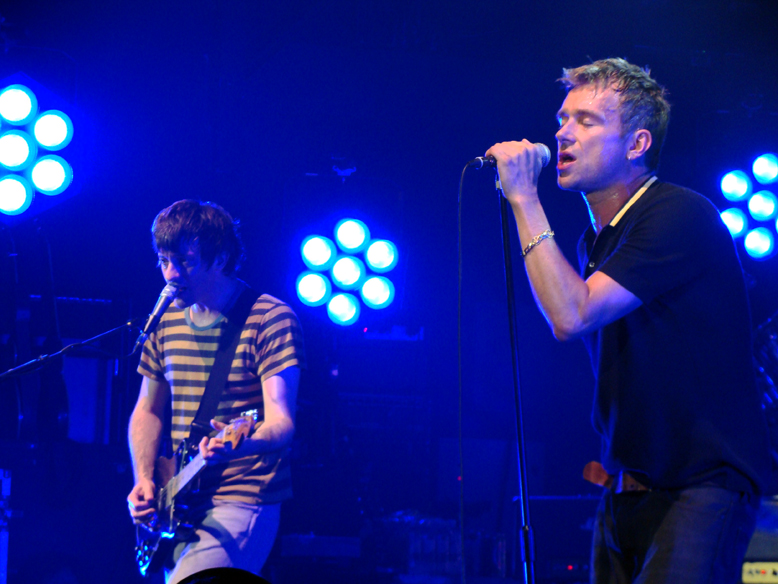
ニューキャッスル・アカデミーでのグレアム（左） とデーモン（2009年6月）

その後2004年に新アルバムのレコーディングのために3人でスタジオ入りをするといったこともあったが、グレアムを欠いたブラーは求心力を失い自然消滅的に活動を休止。その間、デーモンはサイド・プロジェクトとして始めたゴリラズでの世界的なブレイクをはじめ、いくつもの活動で成功を収め、グレアムもアルバムを3枚発表し、ソロ・アーティストとしてのキャリアを重ねた。アレックスもサイド・プロジェクトを立ち上げたり他バンドに参加するなど音楽活動を続けながら、田舎に移住してチーズ製造に血道を上げ、自身のチーズ・ブランドがイギリス王室御用達として認められるほどのキャリアを築く。デイヴも音楽活動を続けながら、アニメーションの制作をしたり、労働党の候補として選挙に立候補した他、弁護士資格の取得を目指して勉強し、弁護士事務所で働いていた。その間もアレックスやデイヴがグレアムとコンタクトを取っており、グレアムが復帰し再始動するという噂が2006年の末ごろから幾度か浮上するようになる。2007年10月には2003年のアレックスの結婚式以来4年半ぶりに4人が一堂に会し話し合いが持たれたが、その場ではバンド再始動の決定には至らなかった。
2008年9月、デーモンがアルゼンチンのメディアに対し、「ブラーは終わった」と発言する。その発言を受けてグレアムは、固定ハンドルで普段から書き込みを行っていたブラーの公式サイトの掲示板にて、ブラー脱退から現在に至るまでの経緯を綴り、デーモンに連絡を取る旨を書き込んだ。翌10月、グレアムはデーモンの「アフリカ・エクスプレス」のライブに足を運び、デーモンと脱退以来初めて、腹を割って話し合った。この話し合いで2人は和解したと言われているが、11月にはデーモンが手掛けたオペラ『西遊記』の公演初日に、グレアムがアレックスとともに現れたことが報じられるなど、再始動の機運が高まっていった。
2008年12月9日、オフィシャル・ウェブサイトにおいて、グレアムがデーモンと和解をしてブラーに復帰することが公式にアナウンスされ、2009年7月3日にロンドンのハイド・パークで復活ライブが行われることが発表された。この再始動に対する反響は大きく、5万人分の復活公演チケットは発売開始2分で即完売し、7月2日にも追加公演が行われることが決定した。またコールドプレイ、ステレオフォニックス、カイザー・チーフスなど後進のバンドからは次々と歓迎のコメントや前座出演を請う逆オファーが寄せられた。
2009年2月、「NMEアワーズ」にてデーモンとグレアムの2人だけの形式で再始動宣言後初めての演奏を披露すると、6月からはバンドとして初めてのライブを行った故郷・コルチェスターのイースト・アングリアン鉄道博物館での関係者のみを招いたライブを皮切りに、イギリス中のライブハウスやアリーナをウォームアップ・ギグとして回った。また、同月末には「グラストンベリー・フェスティバル」に10年ぶりに出演。最終日の大トリとして出演したこのライブは、「グラストンベリー・フェス39年の歴史の中で、最高のヘッドライナー・ライブの一つ」と評された。そして7月2日・3日、ハイド・パークでリユニオン・ライブが行われた。ライブの音源は公演直後にライブ・アルバム『オール・ザ・ピープル』として限定版CDおよびダウンロード配信にてリリースされている。
ハイド・パークでのライブ前の6月には、メンバー自身が「ブラー初心者」のために選曲したという新ベストアルバム『ミッドライフ：ビギナーズ・ガイド・トゥ・ブラー』がリリースされた。また、2010年1月にはバンド結成から活動休止、再始動までを追ったブラーのドキュメンタリー映画『ノー・ディスタンス・レフト・トゥ・ラン』が公開され、同映画は第53回グラミー賞の「最優秀長編ミュージック・ビデオ賞」にノミネートされた。また同年4月には、再始動後初めてのオリジナル曲となるシングル、「フールズ・デイ」を発表。4人揃っての楽曲としては7年ぶりのリリースとなった。

### ロンドンオリンピックに関する活動とワールドツアー
2012年2月に開催された「ブリット・アワード」で功労賞を受賞し、バンドとしてはおよそ2年半ぶりにパフォーマンスをする。また、ブリット・アワーズ前に開かれたチャリティー・コンサートにてブラーの新曲と目された「アンダー・ザ・ウェストウェイ」を、デーモンとグレアムとの2人だけの形で披露した。
その後、ロンドンオリンピック閉会記念ライブに出演することが発表され、7月には記念ライブ用の新曲として「アンダー・ザ・ウェストウェイ」と「ザ・ピューリタン」の2曲を正式に発表。ロンドン市内のビルの屋上からインターネット中継した。また同月、アルバムメジャーデビュー21周年を記念して、アルバム『レジャー』から『ブラー』までのリマスター版を含む、過去のブラーに関するあらゆる音源や映像を集めたCD、DVD合計21枚のボックスセット『ブラー21』をリリースした。
そして8月12日、ロンドン中心部のハイド・パークでロンドンオリンピックの閉会式と同時に開かれたロンドンオリンピック閉会記念コンサート「ベスト・オブ・ブリティッシュ」にヘッドライナーとして出演。2009年の再結成ライブ以来3年ぶりとなったハイド・パークでのライブには、8万人もの観衆が集まった。翌々日には音源がライブ・アルバム『パークライヴ』としてダウンロード配信されている。
2013年3月からはワールドツアーを敢行し、それまであまりライブを行ってこなかった中南米、東南アジアなども含む世界各国で公演を行った。2014年1月にはツアーの最終公演として11年ぶり、グレアムを含めたフルメンバーとしては15年ぶりの来日を果たし、1997年以来17年ぶり3回目となる日本武道館でのライブを行った。

### 12年ぶりのアルバム『ザ・マジック・ウィップ』
2013年5月の香港での公演中、急遽、次に予定されていた東京と台湾での公演がキャンセルとなったため（日本の代替公演は前述の2014年1月の公演、台湾公演は中止）、5日ほど香港に滞在することとなった。イギリスからエンジニアを呼び出しスタジオを予約して、5日間で多くの音源を録音したが、その音源はツアー再開後お蔵入りとなっていた。録音から1年4か月後の2014年9月、グレアムがデーモンに、香港での音源をアルバムとして完成させることを提案する。デーモンは自身のソロ・ツアーで多忙だったため、グレアムにアルバムの制作を進めるよう指示した。そこでグレアムはかつての盟友、スティーヴン・ストリートに連絡を取り、2人でプロデュースを開始。11月、グレアムが作業中の音源をデーモンに聞かせるとその出来栄えにデーモンも感化され、バンド・メンバー4人が集まり本格的に作業が進められた。12月にはデーモンがソロ・ツアーの帰途、歌詞を書くにあたって現地の雰囲気を再び感じ取るため香港に立ち寄ったという。極秘裏にアルバム制作は進められ、2015年2月、先行シングル「ゴー・アウト」と共に、『シンク・タンク』以来12年ぶり、フルメンバーでは『13』以来16年ぶりとなる8枚目のスタジオ・アルバム『ザ・マジック・ウィップ』の発売が急遽発表された。同作は2015年4月にリリースされ、『パークライフ』から6作連続となる全英1位を獲得した。サウンドは近年のデーモンとグレアムのソロ活動での音楽嗜好を明確に感じさせ、また、ジャケットに繁体字のネオンサインが配され、ミュージック・ビデオにも広東語が度々登場することに象徴的なように、レコーディングが行われた香港の街がインスピレーションの素となっているという。アルバム・ジャケット、ビデオともにアートディレクターはイギリス生まれの中国系アーティスト、トニー・ハンが担当した。
6月から11月にかけてワールドツアーを行う。12月には最新アルバムの制作過程を追ったドキュメンタリー映画『ニュー・ワールド・タワーズ』がイギリスで公開され、その後世界各国でも順次公開された。同映画は2016年のNMEアワーズにおいて、ベスト・ミュージック・フィルム賞を受賞した。

### 8年ぶりのアルバム『ザ・バラード・オブ・ダーレン』
2019年3月に長年デーモンが主催している「アフリカ・エクスプレス」のライブにサプライズ・ゲストとして4人が登場し、2015年以来となる（3曲のみの）ライブを行った他は活動休止状態が続いていたが、2022年11月、2023年7月8日にロンドンのウェンブリー・スタジアムで再始動ライブが行われることが発表された。9万人分のチケットは数分で完売したため、翌9日の追加公演も決定した。当初、この活動期間において新曲制作の予定はなかったというが、デーモンが2022年のゴリラズのツアー中に書き溜めていたデモ曲をメンバーにプレゼンしたことをきっかけに、2023年初頭より秘密裏にアルバムの制作が進められ、同年5月、8年ぶりとなる9枚目のスタジオ・アルバム『ザ・バラード・オブ・ダーレン』のリリースが発表された。タイトルの通りバラード風の楽曲が中心となった同作は、アークティック・モンキーズやゴリラズなどのプロデュースで知られるジェームス・フォードがプロデューサーを務めた。アルバムは7月に発売され、7作連続となる全英1位を獲得。アルバム・ジャケットには写真家、マーティン・パーの2004年の作品が使用されている。
7月に行われた2晩のウェンブリー・スタジアムでの大規模なライブが成功裏に終わる一方、6月の「プリマヴェーラ・サウンド」出演を皮切りにフェス出演を中心としたワールドツアー（ヨーロッパ、日本、中南米）を行う。8月には9年ぶりに来日し、2003年以来20年ぶりとなる「サマーソニック」のヘッドライナーとして出演。前回脱退中だったグレアムはサマソニ初出演となった。
11月の中南米公演終了後、デーモンはブラーの活動休止を宣言していたが、2024年4月に「コーチェラ・フェスティバル」に出演。その後は再び活動休止状態となっているが、2023年の再結成とウェンブリー・スタジアムでのライブまでの過程を収めたバンド4作目となるドキュメンタリー映画『トゥー・ジ・エンド』が、6月のシェフィールドの映画祭での上映を皮切りに、順次世界各国で公開されている。

## ディスコグラフィ

### オリジナル・アルバム
- レジャー - Leisure （1991年）
全英7位
- モダン・ライフ・イズ・ラビッシュ - Modern Life Is Rubbish （1993年）
全英15位
- パークライフ - Parklife （1994年）
全英1位
- ザ・グレイト・エスケープ - The Great Escape （1995年）
全英1位
- ブラー - Blur （1997年）
全英1位
- 13（サーティーン） - 13 （1999年）
全英1位
- シンク・タンク - Think Tank （2003年）
全英1位
- ザ・マジック・ウィップ - The Magic Whip （2015年）
全英1位
- ザ・バラード・オブ・ダーレン - The Ballad of Darren （2023年）
全英1位

### コンピレーション・アルバム、ライブ・アルバム
- ザ・スペシャル・コレクターズ・エディション - The Special Collectors Edition （1994年）
日本発売のみのシングル・カップリング曲集
- ライヴ・アット・ザ・武道館 - Live At The Budokan （1996年）
日本発売のみのライブ盤
- バスティン+ドローニン - Bustin' + Dronin （1998年）
5thアルバム『ブラー』収録曲のリミックスと、シングル「オン・ユア・オウン」収録BBCライブ音源の2枚組
- アニバーサリー・ボックス・セット - The 10 Year Limited Edition Anniversary Box Set （1999年）
シングル・ボックス・セット
- ザ・ベスト・オブ - The best of （2000年）
初回版CDは1999年11月9日ウェンブリー・アリーナでのライブ盤を付属
- ミッドライフ：ビギナーズ・ガイド・トゥ・ブラー - Midlife : A Beginners Guide To Blur （2009年）
メンバーが選曲したベスト・アルバム
- オール・ザ・ピープル - All The People - Blur Live at Hyde Park 02 July 2009 （2009年）
2009年7月2日ハイド・パークでのライブ盤
- オール・ザ・ピープル - All The People - Blur Live at Hyde Park 03 July 2009 （2009年）
2009年7月3日ハイド・パークでのライブ盤
- ブラー21 - Blur 21: The Vinyl Box （2012年）
オリジナル・アルバム7タイトルを収めたLP13枚組のアナログ・ボックス・セット
- ブラー21 - Blur 21: The Box （2012年）
リマスターされたオリジナル・アルバムにライブ音源やリミックス、レア音源や映像などを収めたCD18枚＋DVD3枚+ブックレット付きの21枚組のボックス・セット
- パークライヴ - Parklive （2012年）
2012年8月12日ハイド・パークでのライブ盤

### 日本編集ミニ・アルバム、シングル
- ガールズ&ボーイズ - ペット・ショップ・ボーイズ・リミックス （1995年）
ペット・ショップ・ボーイズ・リミックスのみの3"CD
- カントリー・ハウス （1995年）
イギリス版シングルにアルバム『ザ・グレイト・エスケープ』からの1曲を追加
- ザ・ユニヴァーサル （1995年）
イギリス版シングル2種からの抜粋
- イット・クッド・ビー・ユー （1996年）
日本のみのシングル・カット。1995年11月8日の日本武道館ライブからのアルバム『ライヴ・アット・ザ・武道館』未収録の3曲をカップリング
- ビートルバム （1995年）
イギリス版シングル2種からの抜粋
- ソング2 - ジャパン・ツアー'97スペシャル・ミニ・アルバム （1997年）
イギリス版シングル2種他に、未発表のライブ録音1曲を収録
- M.O.R. （1998年）
ファン・クラブ・オンリーのシングル曲と、オランダのみのライブ・ミニ・アルバムからの1曲他をカップリング
- テンダー （1999年）
イギリス版シングル2種からの抜粋に、アルバム『13』収録曲を追加
- コーヒー＆TV - ジャパン・オンリー来日記念ミニ・アルバム （1999年）
イギリス版シングル2種他をカップリングしたもの
- ミュージック・イズ・マイ・レーダー （2000年）
イギリス版シングル2種からの抜粋
- アウト・オブ・タイムEP - ジャパン・オンリー・ミニ・アルバム （2003年）
シングル「アウト・オブ・タイム」と「クレイジー・ビート」のカップリング曲を収録したもの

### 限定シングル、ファンクラブ・シングル
- The Wassailing Song （1992年）
7インチ・シングル、500枚限定でリリース
- Death Of Party (Demo) （1996年）
- I Love Her （1997年）
- Blur Live EP （1997年）
- Close （1998年）
- Sing (To Me) （2000年）
- B-Sides Gig EP （2001年）
- Won't Do It / Come Together （2002年）
- Don't Bomb When You're The Bomb （2002年）
1000枚限定のホワイトレーベルの形態で、公式アナウンスなしにリリース
- Colours　（2003年）
- Some Glad Morning （2005年）
- Fool's Day （2010年）
公式サイトでフリーダウンロード配信。7インチ・シングル、1000枚限定でリリース

### 代表曲
シーズ・ソー・ハイ（1990年）
『レジャー』収録。ブラーとして初めて作られた曲。「アイ・ノウ」とのダブルA面。当時流行のシューゲイザーサウンドからの影響が見える恍惚感あるギターが印象的。グレアムとアレックスが中心となって作ったと言われる。

ゼアズ・ノー・アザー・ウェイ（1991年）
『レジャー』収録。グルーヴィーな電子オルガンにグレアムの特徴的なギターリフとコーラスを配した、最初のメジャー・ヒット曲。ミュージック・ビデオはUKバージョンとUSバージョンの2種類がある。

ポップシーン（1992年）
アルバム未収録（『モダン・ライフ・イズ・ラビッシュ』日本盤にはボーナス・トラックとして収録。他、2009年発売のベスト盤『Midlife : A Beginners Guide To Blur』に収録された。）。ブラーの曲として初めてブラス・セクションが取り入れられた。スウェードの「ザ・ドラウナーズ」と共に「最初のブリットポップ・ソング」ともいわれる記念碑的一曲。バンドのお気に入りとしてライブで演奏されることが多い。

フォー・トゥモロー（1993年）
『モダン・ライフ・イズ・ラビッシュ』収録。2ndアルバム制作の終盤、レーベルのオーナーからシングル向きの曲がないと指摘され、デーモンがクリスマス・イブの夜に急きょ徹夜で作った曲。全英28位とセールス的には振るわなかったものの、XTCやキンクスを思わせる捻くれたメロディー、ストリングスとブラス・セクションなどを取り入れたポップなサウンドは、「ブリットポップ」の精神をもっとも良く表す曲であると言われる。サビの“La La La”は世界中の人々が歌えるようにと取り入れられた。2012年にシングル曲でモチーフとされた高速道路・ウエストウェイが、歌詞に登場する。

ケミカル・ワールド（1993年）
『モダン・ライフ・イズ・ラビッシュ』収録。グレアムの冴え渡ったギターリフや歯切れの良いリズムが特徴のポップ・チューン。「フォー・トゥモロー」に続き、アメリカのレーベルSBKやフードから、今度はアメリカ向きのシングル曲がないと言われて作られた。デーモンは皮肉もこめてデモ・トラックの名前を「アメリカーナ」にしていたという。アルバムバージョンの他に、アメリカバージョンもレコーディングされている。

ガールズ＆ボーイズ（1994年）
『パークライフ』収録。120bpmのチープなディスコ風のリズムに、アレックスの弾く特徴的なベース・ラインが乗り、延々とAメロを繰り返しながら進行するダンス・チューン。この曲によってイギリスはもとより欧州圏全体でのブレイクを確固たるものとした。

トゥー・ジ・エンド（1994年）
『パークライフ』収録。フレンチ・ポップス風のバラード。アルバム版にはステレオラブのレティシア・サディエールが参加。フランスではフランソワーズ・アルディとデーモンがデュエットしたバージョンもリリースされた。デーモンがフランス語で歌う箇所もある。

パークライフ（1994年）
『パークライフ』収録。ヴァージン・ラジオが発表した「過去10年間で最も重要な曲ベスト100」の5位にランクイン。コックニー訛りのナレーションを表現するため、モッズ映画『さらば青春の光』で主役を演じた俳優 フィル・ダニエルズをゲスト・ボーカルに迎えている。明るい曲調の中に、英国風のシニカルなユーモアに溢れた、ブリットポップムーヴメントを象徴する一曲として知られる。

エンド・オブ・ア・センチュリー（1994年）
『パークライフ』収録。後の「ルック・インサイド・アメリカ」（1997年）の曲調に通じるようなバラード曲。デーモンのフラットに蟻（アリ）の大群が押し寄せてきた「事件」が基となっている。現在のライブでも好んで演奏される。作曲した当時メンバーは20代であり、歌詞に「30歳に向けて（to thirty）」という一節があるが、現在のライブでは「50歳に向けて（to fifty）」と歌詞を変えて歌っている。

ディス・イズ・ア・ロウ（1994年）
『パークライフ』収録。アルバム製作の中で最初に録音された曲。シングルカットはされていないが、ベストアルバムに収録されたり、ライブにおいてセットリストの最後に演奏されることの多いメンバーお気に入りの曲。デーモンが、アレックスからプレゼントされた、海図がプリントされたハンカチをヒントにして作ったというその歌詞は、イギリス本土に様々な災害をもたらす「低気圧」（low）について歌われており、歌詞の中にはビスケー湾やドッガーバンク、国内を流れる河川など実在の地名が登場する。

カントリー・ハウス（1995年）
『ザ・グレイト・エスケープ』収録。ブリットポップ最盛期、いわゆる「ブラー・オアシス戦争」（オアシスとのシングル同時発売によるチャート競争）にて「ロール・ウィズ・イット」を抑えバンド初の全英1位を獲得した楽曲。仕事で成功をして引退し、田舎に大きなカントリー・ハウスを買って悠々自適に暮らす、スノッビーな男についての曲。ライブでは陽気なリズム進行により観客が盛り上がる人気の曲でもあったが、前述の因縁によるブリットポップ狂騒とそのネガティヴ・イメージの象徴ともなった曲であり、バンド自身の自己嫌悪によって長らくライブでは封印状態にあった。しかし、2009年の再始動公演にてこの曲が10年ぶりにセットリストに復活している。プロモーション・ビデオの監督は、アレックスの大学時代の友人でもある現代美術家のダミアン・ハーストが務めている。

ザ・ユニヴァーサル（1995年）
『ザ・グレイト・エスケープ』収録。ユニヴァーサルという架空の抗うつ薬によって人々の心が飼いなさられているという近未来についての曲。デモ段階ではもっとリズムの速いレゲエ調の曲であったが、アレックスの提案でリズムを落とし、ストリングスを取り入れた壮大なバラード曲に仕上がった。全英5位。プロモーション・ビデオは、スタンリー・キューブリック監督の映画『時計じかけのオレンジ』がモチーフとなっている。

ビートルバム（1997年）
『ブラー』収録。加熱するブームの狂騒からくる疲弊感、ドラッグへの逃避というダークな精神状態を表すかのような内省性の中に、危うさと美しさを内包したオルタナ・サイケ・ナンバー。タイトルの「ビートルバム」は造語であるが、デモ当時はコカインの曲とも形容されていた。ボーカル部分はアイスランドのレイキャヴィーク（レイキャビク）で収録。グレアムの独創的なギターワークが曲の骨組みを担う。バンド2度目の全英1位を獲得。プロモーション・ビデオの監督はソフィー・ミュラーが務め、ブラーのビデオでは初めてアニメーションが使われた。

ソング2（1997年）
『ブラー』収録。全英2位。タイトルは、演奏時間の2分に由来するという説や、デモ作成時のコードネームがそのまま付けられたという説がある。構成はヴァースとコーラスのみというシンプルかつパンキッシュな曲で、グレアムとデイヴのツイン・ドラムによるイントロが印象的。歌詞はオートマティスムの手法によって書かれたという。それまでマーケティングの鬼門であったアメリカでも商業的成功をもたらした大ヒット曲であり、インテルやナイキをはじめ数多くのCMで使用され、数多くのミュージシャンからカヴァーされている。アメリカ軍からステルス戦闘機の発表記念会のテーマ曲として使用したいとオファーがあり多額のギャランティーを提示されたというが、メンバーは断ったという。ライブのハイライトを飾り最高潮の盛り上がりを現出するアッパー・チューン。「ビートルバム」に続きソフィー・ミュラーが監督を務めた、「ロックの精神」をメタファー化したかのような「強風」がメンバーに襲い掛かるというシュールで激しいビデオ・クリップも人気となり、MTV等で大量にオンエアされた。

テンダー（1999年）
『13』収録。グレアムのボーカル・パートを設置し、デーモンとの掛け合いを演出するスロウ・バラード。全英2位。バックにロンドン・コミュニティ・ゴスペル・クワイアによる大掛かりなコーラスを動員している。サビの“Oh My Baby”のフレーズはグレアムの発案によるもので、再結成時のライブではオーディエンスによる大合唱が起こっている。

コーヒー&TV（1999年）
『13』収録。作詞とヴァース部分のボーカルをグレアム、作曲とコーラスをデーモンが担当。プロモーション・ビデオもグレアムを題材に作られている。ちなみにこのビデオはNMEアワード、チャンネル4・グレイテストビデオなどを受賞し、世界中のモダン・ロック・チャンネル上での大量オンエアを獲得した評判の人気クリップとなった。またこの曲はトップ10入りが確実だったが、一部の大型レコード店のセールスが集計されないというチャートミスが起こり、トップ10入りを逃す(全英11位)珍事が起きた。アメリカ製作のサスペンス映画『クルーエル・インテンションズ』のサウンドトラックにも収録。

ノー・ディスタンス・レフト・トゥ・ラン（1999年）
『13』収録。グレアムの哀愁漂うギターワークから始まりデーモンが切なく歌い上げている。長年のパートナーだったジャスティーン・フリッシュマンと別れた当時のデーモンの心境を表現した、パーソナルなバラード曲。1999年発売のDVDや、2010年のドキュメンタリー映画のタイトルにもなっている。メンバーの就寝姿を暗視カメラで撮影したビデオ・クリップが話題を呼んだ。

アウト・オブ・タイム（2003年）
『シンク・タンク』収録。グレアムが脱退して3人編隊になってから最初のシングル曲。全英5位。プロモーション・ビデオではアメリカ海兵隊所有の戦艦を舞台に航空母艦から戦場へ向かう女性兵士が描かれている。

アンダー・ザ・ウェストウェイ（2012年）
2009年の再始動後、「フールズ・デイ」以来の2年ぶりのシングル曲。「ザ・ピューリタン」とのダブルA面。当初ウィリアム・オービットにプロデュースを依頼していたが結局、セルフ・プロデュース版をリリース。ウエスト・ロンドンを走る高速道路・ウェストウェイがモチーフとなっている。小雨が降るロンドン市内の建物の屋上からライブ演奏で初披露された際、デーモンはアドリブで歌詞の「今日の青空」というフレーズを「灰色の空」に変えたり、前述のロンドンオリンピック閉会記念ライブでは「日曜には雪が降るそうだ」のフレーズを「月曜には雨が降るそうだ」に変えて歌っている。

ゴー・アウト（2015年）
2015年2月のアルバム『ザ・マジック・ウィップ』の突然の発表と同時にリリース。ラフな曲調に、グレアムのノイジーなギターワークが印象的な曲。中華圏での旧正月の時期のリリースだったため、プロモーション・ビデオでは広東語で新年の挨拶がテロップが流れ、アイスクリームの作り方が繁体字でカラオケ風に説明される。

ロンサム・ストリート（2015年）
『ザ・マジック・ウィップ』からのサード・シングル。ファースト・アルバム期に戻ったかのようなダンサブルな曲。長年のライバル、オアシスのリアム・ギャラガーは、「ベストソング・オブ・ザ・イヤー」とツイートし高く評価した。プロモーション・ビデオではアメリカ・サンフランシスコの中国人ダンスグループ「鳳凰飛舞軒」所属の中年男女が踊っている。

ザ・バラード（2023年）
『ザ・バラード・オブ・ダーレン』収録。2003年にデーモンが発表したデモ曲集『デモクレイジー』収録の「ハーフ・ア・ソング」が基になっている。長年デーモンのボディーガードを務めてきたダレン・“スモッギー”・エヴァンスが、20年来このデモの曲としての完成をデーモンに促していたというが、このエピソードがアルバム・タイトル『ザ・バラード・オブ・ダーレン』の由来となった。

## 映像作品
| タイトル                                    | タイトル名                                                              | 発売日 | 規格 | 備考                                                                                      |
| ------------------------------------------- | ----------------------------------------------------------------------- | ------ | ---- | ----------------------------------------------------------------------------------------- |
| Starshaped                                  | スターシェイプト                                                        | 1994年 | VHS  | ドキュメンタリー映画 + プロモーション・ビデオ                                             |
| Starshaped                                  | スターシェイプト                                                        | 2004年 | DVD  | ドキュメンタリー映画 + ライブ映像                                                         |
| Show Time                                   | ショウ・タイム                                                          | 1995年 | VHS  | ライブ・ビデオ                                                                            |
| No Distance Left To Run                     | ノー・ディスタンス・レフト・トゥ・ラン                                  | 1999年 | DVD  | プローモション・ビデオ + ライブ映像                                                       |
| the best of                                 | ザ・ベスト・オブ                                                        | 2000年 | DVD  | プロモーション・ビデオ                                                                    |
| Out of Time                                 | アウト・オブ・タイム                                                    | 2003年 | DVD  | DVDシングル                                                                               |
| Crazy Beat                                  | クレイジー・ビート                                                      | 2003年 | DVD  | DVDシングル                                                                               |
| Good Song                                   | グッド・ソング                                                          | 2003年 | DVD  | DVDシングル                                                                               |
| No Distance Left To Run - A Film About Blur | ノー・ディスタンス・レフト・トゥ・ラン - ア・フィルム・アバウト・ブラー | 2010年 | DVD  | ※1999年の作品とは同名別作品のドキュメンタリー映画 + ライブ映像                            |
| Parklive                                    | パークライヴ                                                            | 2012年 | DVD  | ライブ映像+プロモーション・ビデオ ※デラックス盤は2CD＋ボーナスCD2枚＋DVD（通常盤）の5枚組 |
| New World Towers                            | ニュー・ワールド・タワーズ                                              | 2015年 | BD他 |                                                                                           |

## 主な受賞歴
- 1994: Q Awards – Best Album (Parklife)[12]
- 1994: Smash Hits Awards – Best Alternative Band, Best Album (Parklife)[13]
- 1995: Brit Awards – Best Band, Best Album (Parklife), Best Single (Parklife), Best British Video (Parklife)[14]
- 1995: NME Awards – Best Band,[15] Best Live Act, Best Album (Parklife)[16]
- 1995: Q Awards – Best Album (The Great Escape)[12]
- 1996: Ivor Novello Awards – Best Songwriters (shared with Noel Gallagher)[17]
- 1999: Q Awards – Best Act in the World Today[18]
- 2000: NME Awards – Best Band, Best Single (Tender)[15]
- 2003: Q Awards – Best Album (Think Tank)[12]
- 2003: South Bank Show Awards – Best Album (Think Tank)[19]
- 2009: MOJO Awards – Inspiration Award[20]
- 2009: PRS for Music Heritage Award[21]
- 2010: NME Awards – Best Live Event (Blur at Hyde Park)[22]
- 2012: Brit Awards – Outstanding Contribution to Music [23]
- 2012: Q Awards – Best Live Act
- 2013: NME Awards –  Best Reissue (Blur 21: The Box)